# Yvonne Mhango
Yvonne Mhango là một nhà kinh tế học người Malawi. Cô là nhà kinh tế cho vùng cận Sahara châu Phi tại Renaissance Capital.

## Tiểu sử và giáo dục
Cô theo học trường trung học quốc tế Saint Andrews ở Blantyre, Malawi, nơi cô học Toán, Địa lý và Kinh tế loại A, từ 1996 đến 1998. Sau đó cô được nhận vào Đại học Cape Town năm 1999, tốt nghiệp Cử nhân Khoa học Kinh doanh vào năm 2002. Từ năm 2003 đến năm 2004, cô tốt nghiệp Thạc sĩ Khoa học Kinh doanh.

## Sự nghiệp
Từ năm 2005 đến năm 2008, Mhango là một nhà kinh tế họctại Ngân hàng Standard của Nam Phi. Vào tháng 6 năm 2008, cô trở thành người đứng đầu nghiên cứu kinh tế cho Châu Phi tại Ngân hàng Standard, phục vụ cho đến tháng 11 năm 2010. Từ tháng 11 năm 2010, cô là nhà kinh tế cho vùng cận Sahara châu Phi tại Renaissance Capital.
Vào tháng 6 năm 2016, theo quyết định của Ngân hàng Trung ương Nigeria để cho phép đồng niara tự do nổi lên chống lại các đồng tiền khác, Mhango nói rằng để naira một cách tự do sẽ "giải phóng một van áp lực cho nền kinh tế", điều này sẽ "biến nền kinh tế bắt đầu tan băng và chồi xanh có thể xuất hiện ngay sau một năm kể từ bây giờ ". Mhango, với những người khác đã dự đoán chính xác sự mất giá đó trong naira, theo sau sự nổi lên của đồng tiền Kazakhstan vào tháng 8 năm 2015.
Vào tháng 10 năm 2016, Mhango và các nhà kinh tế khác tại Renaissance Capital nói rằng Shilling Kenya đã được đánh giá cao khoảng 20% và điều này đã làm thiệt hại nền xuất khẩu của Kenya sang các nước khác trong khu vực.

## Những thành tựu khác
Yvonne Mhango là đồng tác giả của cuốn sách The Fastest Billion, về cuộc cách mạng kinh tế của châu Phi.